# Daniel Pennac
Daniel Pennac, pseudonimo di Daniel Pennacchioni (Casablanca, 1º dicembre 1944), è uno scrittore e docente francese.

## Biografia
Nato nel 1944 in una famiglia di militari di origini corse e provenzali, passa la sua infanzia in Africa, nel sud-est asiatico, in Europa e nella Francia meridionale. Pessimo allievo, solo verso la fine del liceo ottiene buoni voti, quando un suo insegnante, nonostante la sua disgrafia, comprende la sua passione per la scrittura e, al posto dei temi tradizionali, gli chiede di scrivere un romanzo a puntate, con cadenza settimanale.
Ottiene la laurea in lettere all'Università di Nizza nel 1968, diventando contemporaneamente insegnante e scrittore.
La scelta di insegnare, professione svolta per ventotto anni, a partire dal 1970, gli serviva inizialmente per avere più tempo per scrivere, durante le lunghe vacanze estive. Pennac, però, si appassiona subito a questo suo ruolo.
Inizia l'attività di scrittore con un pamphlet e con una grande passione contro l'esercito (Le service militaire au service de qui?, 1973), in cui descrive la caserma come un luogo tribale, che poggia su tre grandi falsi miti: la maturità, l'uguaglianza e la virilità. In tale occasione, per non nuocere a suo padre, militare di carriera, assume lo pseudonimo Pennac, contrazione del suo cognome anagrafico Pennacchioni.
Abbandona la saggistica in seguito all'incontro con Tudor Eliad, con il quale scrive due libri di fantascienza (Les enfants de Yalta, 1977, e Père Noël, 1979) ma che hanno scarso successo commerciale. Successivamente, decide di scrivere racconti per bambini.
Scommettendo contro amici che lo ritenevano incapace di scrivere un romanzo giallo, nel 1985 pubblica Il paradiso degli orchi (Au bonheur des ogres), primo libro del ciclo di Malaussène. Comincia così la fortunata serie di romanzi che girano attorno a Benjamin Malaussène, capro espiatorio di "professione", alla sua inverosimile e multietnica famiglia, composta di fratellastri e sorellastre molto particolari e di una madre sempre innamorata e incinta, e a un quartiere di Parigi, Belleville.
Nel 1992, pubblica il saggio Come un romanzo (Comme un roman, in francese), manifesto a favore della lettura.
(Come un romanzo, 1992)
Nel 1997 scrive Signori bambini (Messieurs les enfants), da cui verrà tratto un film di Pierre Boutron.
Il 26 marzo 2013 è stato insignito della laurea ad Honorem per il suo impegno nella pedagogia presso l'Università di Bologna. Nella Lectio magistralis in occasione della laurea honoris causa, Pennac si sofferma a lungo nella spiegazione della parola passeur (letteralmente: facilitatore) per poi nella parte finale definire passeur supremo colui che non fa domande su cosa si pensa del libro appena finito di leggere perché le nostre ragioni di leggere sono strane quanto le nostre ragioni di vivere. E nessuno è autorizzato a chiederci conto di questa intimità.

## Opere

### Romanzi
- Les enfants de Yalta, 1977 (con Tudor Eliad).
- Père Noël, 1979 (con Tudor Eliad).
- Signori bambini (Messieurs les enfants, 1997), Feltrinelli, 1998, ISBN 978-88-07-88080-3.
- Ecco la storia (Le Dictateur et le Hamac, 2003), Feltrinelli, 2003, ISBN 978-88-07-81826-4.
- Grazie (Merci, 2003), Feltrinelli, 2004, ISBN 978-88-07-84046-3.
- Diario di scuola (Chagrin d'école, 2007), Feltrinelli, 2008, ISBN 978-88-07-88090-2.
- Storia di un corpo (Journal d'un corps, 2012), Feltrinelli, 2012, ISBN 978-88-07-01921-0.
- La legge del sognatore (La loi di rêveur, 2020), Feltrinelli, 2020, ISBN 978-88-07-03374-2.
- Il mio assassino (Mon assassin, 2024), Feltrinelli, 2024, ISBN 978-88-07-03619-4.

#### Ciclo diMalaussène
- Il paradiso degli orchi (Au bonheur des ogres, 1985), Feltrinelli, 1991, ISBN 978-88-07-88091-9.
- La fata carabina (La Fée Carabine, 1987), Feltrinelli, 1992, ISBN 978-88-07-88079-7.
- La prosivendola (La Petite Marchande de prose, 1989), Feltrinelli, 1991, ISBN 978-88-07-81244-6.
- Signor Malaussène (Monsieur Malaussène, 1995), Feltrinelli, 1995, ISBN 978-88-07-81433-4.
- Signor Malaussène a teatro (Monsieur Malaussène au théâtre, 1995).
- Cristiani e Mori (Des Chrétiens et des maures, 1996).
- La passione secondo Thérèse (Aux fruits de la passion, 1998), Feltrinelli, ISBN 978-88-07-81629-1.
- Il caso Malaussène. Mi hanno mentito (Le cas Malaussène 1 - Ils m'ont menti, 2017), Feltrinelli, 2017, ISBN 978-88-07-03233-2.
- Capolinea Malaussène. Il caso Malaussène 2 (Terminus Malaussène - Le cas Malaussène 2, 2023), Feltrinelli, 2023, ISBN 978-88-07-03532-6.

##### Raccolte
- Ultime notizie dalla famiglia (comprende Signor Malaussène a teatro e Cristiani e Mori), Feltrinelli, 1997, ISBN 978-88-07-81408-2.

#### Romanzi per ragazzi
- Abbaiare stanca (Cabot-Caboche, 1982), Salani, 1993, ISBN 978-88-7782-275-8.
- L'occhio del lupo (L'œil du loup, 1984), Salani, 1993, ISBN 978-88-7782-276-5.
- Ernest e Celestine (Le Roman d'Ernest et Célestine, 2012), Feltrinelli, 2013, ISBN 978-88-07-92212-1.

##### SerieKamo
(con illustrazioni di Jean-Philippe Chabot)
- Kamo. L'agenzia Babele (Kamo. L'agence Babel, 1992), ed. it. 1994.
- Io e Kamo (Kamo et moi, 1992), Emme Edizioni, 1995, ISBN 978-88-7927-241-4.
- Kamo. L'idea del secolo (Kamo. L'idée du siècle, 1993), ed. it. 1996.
- L'evasione di Kamo (L'Évasion de Kamo, 1997), Einaudi Ragazzi, 1998, ISBN 978-88-7926-277-4.

### Saggi
- Le service militaire au service de qui?, 1973.
- Come un romanzo (Comme un roman, 1992), Feltrinelli, 1993, ISBN 978-88-07-88315-6.
- Gardiens et Passeurs, 2000.
- Loro siamo noi (Eux, c'est nous, 2015), Marotta e Cafiero, 2021, ISBN 978-88-3137-913-7.
- Mio fratello (Mon frère, 2018), Feltrinelli, 2018, ISBN 978-88-07-03320-9.

### Racconti
- La lunga notte del dottor Galvan (Ancien malade des hôpitaux de Paris, 2012), Feltrinelli, 2005, ISBN 978-88-0788-319-4.

### Fumetti
- Gli esuberati (La Débauche, 2000; disegni di Jacques Tardi), Feltrinelli, 2000, ISBN 88-0749-009-9.
- Un amore esemplare (Un amour exemplaire, 2015; disegni di Florence Cestac), Feltrinelli, 2018, ISBN 978-88-0755-001-0.

#### SerieLe nuove avventure di Lucky Luke
- Lucky Luke contro Pinkerton (Lucky Luke contre Pinkerton, 2010; scritto con Tonino Benacquista, disegni di Achdé), Renoir/Nona arte, 2010, ISBN 978-88-9706-213-4.
- Ognun per sé (Cavalier seul, 2012; scritto con Tonino Benacquista, disegni di Achdé), Renoir/Nona arte, 2012, ISBN 978-88-9706-258-5.

### Teatro
- Signor Malaussène a teatro (Monsieur Malaussène au théâtre, 1996; adattamento dal romanzo).
- L'avventura teatrale. Le mie italiane (Merci: Suivi de mes italiennes - Chronique d'une aventure théàtrale, 2006), Feltrinelli, 2007, ISBN 978-88-0749-059-0.
- Le 6e Continent, Gallimard, «Collection Blanche», 2012.

### Libri illustrati
- Le Grand Rex, 1980
- Le vacanze, (Les Grandes Vacances, 1991; con fotografie di Robert Doisneau), ed. it. 2001
- Le Sens de la Houppelande, 1991 (disegni di Jacques Tardi)
- Vita di famiglia, 1993 (con fotografie di Robert Doisneau), ed. it 2018
- Vercors d'en haut: La Réserve naturelle des hauts-plateaux, 1996
- Némo, 2006
- Scrivere (Écrire, 2007), Archinto, 2008, ISBN 978-88-7768-519-3.

#### Albi illustrati per bambini
- Qu'est-ce que tu attends, Marie? (con illustrazioni di Claude Monet), 1997
- Il giro del cielo (Le Tour du ciel, in collaborazione con Jean-Claude Morice e con illustrazioni di Joan Miró), ed. it. 1997
- Sahara, 1998

### Altri scritti
- La vie à l'envers, Bayard Presse, 1985
- Binario morto (La Vie duraille, 1985; scritto in collaborazione con Jean-Bernard Pouy e Patric Raynal e pubblicato con lo pseudonimo comune di J.-B. Nacray), Hobby & Work Italiana Editrice, 1997, ISBN 978-88-7133-384-7.
- L'amico scrittore. Conversazione con Fabio Gambaro, Feltrinelli, 2015, ISBN 9788807491825.
- Una lezione di ignoranza, Astoria, 2015, ISBN 978-88-9871-320-2.

## Premi
- 1987 – Premio Polar di Le Mans (per La fata Carabina)[4]
- 1987 – Prix Mystère de la critique (per La fata Carabina)[5]
- 1990 – Prix du Livre Inter (per La prosivendola)[6]
- 1993 – Premio Cento (per Abbaiare stanca)[7]
- 1996 – Premio Flaiano per la narrativa (per Signor Malaussène)[8]
- 2002 – Premio Grinzane Cavour[9]
- 2005 – Prix Ulysse[10]
- 2007 – Premio Renaudot (per Diario di scuola)[11]
- 2008 – Grand prix Metropolis bleu[12]
- 2015 – Premio Chiara alla Carriera[13]
- 2023 - Gran premio di letteratura dell'Accademia francese per l'insieme dell'opera[14]
- 2023 - Premio Raymond Chandler alla carriera[15]